# Шоймош, Петер
Петер Шоймош (венг. Solymos Péter; 14 декабря 1910, Нови-Бечей — 4 октября 2000, Будапешт) — венгерский пианист и музыкальный педагог.

## Биография
Учился в Париже, Вене, затем в Будапеште у Эрнста фон Донаньи. В его репертуаре преобладали произведения Бартока, Дебюсси, Равеля, а также современных венгерских композиторов Дурко, Фаркаша, Лайты, Михая, Шопрони, Сёньи, Верешша).
С 1948 по 1997 гг. преподавал в Будапештской музыкальной академии имени Листа; среди учеников Шоймоша, в частности, Иштван Лантош, Джеффри Дуглас Мэдж, Алекс Силаши, Иштван Кашшаи. В 1982 г. входил в жюри Международного конкурса имени Чайковского. Редактировал венгерские издания произведений Баха, Бетховена, Дебюсси.
С 1973 г. преподавал также в Японии.

## Награды и признание
- премия Ференца Листа[венг.] Венгерского правительства (1957)